# Juan Modolell Mainou
Juan Modolell (Barcelona, 4 de marzo de 1937 - Madrid, 28 de febrero de 2023) fue un  científico español.

## Biografía
Licenciado en Ciencias Biológicas por la Universidad de Barcelona (1959) y en Ciencias Químicas por la de La Laguna, materia en la que se doctoró en 1971 en la Universidad Complutense de Madrid, es también doctor en Bioquímica por la Ohio State University de Estados Unidos. El doctorado de Bioquímica lo obtiene en 1966 en la Universidad Estatal de Ohio en EE. UU. donde permanecía desde 1963 como becario predoctoral. En la Universidad Complutense de Madrid es Doctor en Ciencias químicas en el año 1971. Ha sido colaborador científico e investigador en el Instituto de Biología Celular y en el Centro de Biología Molecular (donde fue profesor de investigación) del CSIC y de la Universidad Autónoma de Madrid, así como profesor visitante del Departamento de Zoología de la Universidad de Cambridge.
Fue profesor vinculado ad honorem del Consejo Superior de Investigaciones Científicas (CSIC), y desarrolló su trabajo en el departamento de Desarrollo y Diferenciación del Centro de Biología Molecular Severo Ochoa de Madrid (CSIC-UAM).

## Trabajos
- 1967/ 69 trabajó como becario Postdoctoral en el Departamento de bacteriología e inmunología en la Escuela Médica de Harvard.
- 1970/75 ocupando los puestos de becario, colaborado e investigador del Instituto de Biología Celular del CSIC.
- 1975/84 trabaja como investigador científico en el Centro de Biología Molecular dependiente de la Universidad Autónoma de Madrid y del CSIC.
- 1984/2007 es Profesor de Investigación del CSIC en dicho Centro.

Ha trabajado como profesor en la Universidad Harvard EE. UU. (1980/81) y en la Universidad de Cambridge Reino Unido (1998).

## Investigación
Desde 1967 y hasta 1980 trabaja investigando los mecanismos de la biosíntesis de proteínas y la acción de los antibióticos. Contribuye a descubrir los mecanismos de interacción del aminoacil-tRNA con el ribosoma, estequiometría de la elongación de la cadena peptídica. Funcionamiento de la estreptomicina, siomicina, ácido fusídico, neomicina B, higromicina A y viomicina.
Desarrollo y morfogénesis de Drosophila (desde 1980). Caracterización molecular y funcional de los genes proneurales del complejo achaete-scute (C-AS) y de su regulador extramacrochaetae. Caracterización de reforzadoes del C-AS. Descubrimiento de los genes del complejo iroquois, y de su función en el prepatrón neural y en la especificación del tórax y cabeza. Identificación y caracterización de genes Xiro, homólogos de iroquois en Xenopus. Caracterización funcional de los genes charlatan, echinoid, msh y tail-up de Drosophila.
Mapa físico y secuenciación del genoma de Drosophila (1991-1999).

## Méritos
- 1993 Premio de la Real Academia de Ciencias Exactas, Físicas y Naturales
- 1994 Premio en Biología molecular de la Fundación Carmen y Severo Ochoa
- 1996 Medalla Narcís Monturiol Generalidad de Cataluña.
- 2000 Premio DuPont para el Fomento de la Ciencia
- 2002 Premio Rey Jaime I de Investigación Científica
- Premio Fundació Catalana per a la Recerca. 2003
- Premio Nacional de Investigación Santiago Ramón y Cajal en Biología. 2006